# Camí de Sant Sebastià (Guàrdia de Noguera)
El Camí de Sant Sebastià és un camí del terme municipal de Castell de Mur, Pallars Jussà, dins de l'antic terme de Guàrdia de Tremp.
Arrenca del Camí dels Prats de Dalt, a la partida de l'Hospital, de la cruïlla on també surt, cap al sud, el Camí del Lledó, i en 300 metres mena a l'ermita de Sant Sebastià, a la partida de lo Lledó.